# Pitar (genre)
Pour le nom vernaculaire, voir Pitar.
Genre
Pitar est un genre de mollusques bivalves de la famille des Veneridae.
Les espèces de ce genre sont appelés pitars.

## Liste des espèces (à compléter)
Selon ITIS
- Pitar albidus (Gmelin, 1791)
- Pitar arestus (Dall et Simpson, 1901)
- Pitar cordatus (Schwengel, 1951)
- Pitar fulminatus (Menke, 1828)
- Pitar morrhuanus (Linsley, 1848)
- Pitar newcombianus (Gabb, 1865)
- Pitar pilula Rehder, 1943
- Pitar simpsoni (Dall, 1895)
- Pitar zonatus (Dall, 1902)